# Rachel James
Rachel James (Abergavenny, 30 augustus 1988) is een baanwielrenster uit het Verenigd Koninkrijk.
In 2013 reed James als piloot voor de para-atleet Sophie Thornhill.
In 2014 nam James deel aan de Gemenebestspelen.
Rachel is de oudere zus van de voormalig Brits baanwielrenster Rebecca James. In 2012 worden ze samen Brits nationaal kampioen teamsprint op de baan.